# محول أوستن

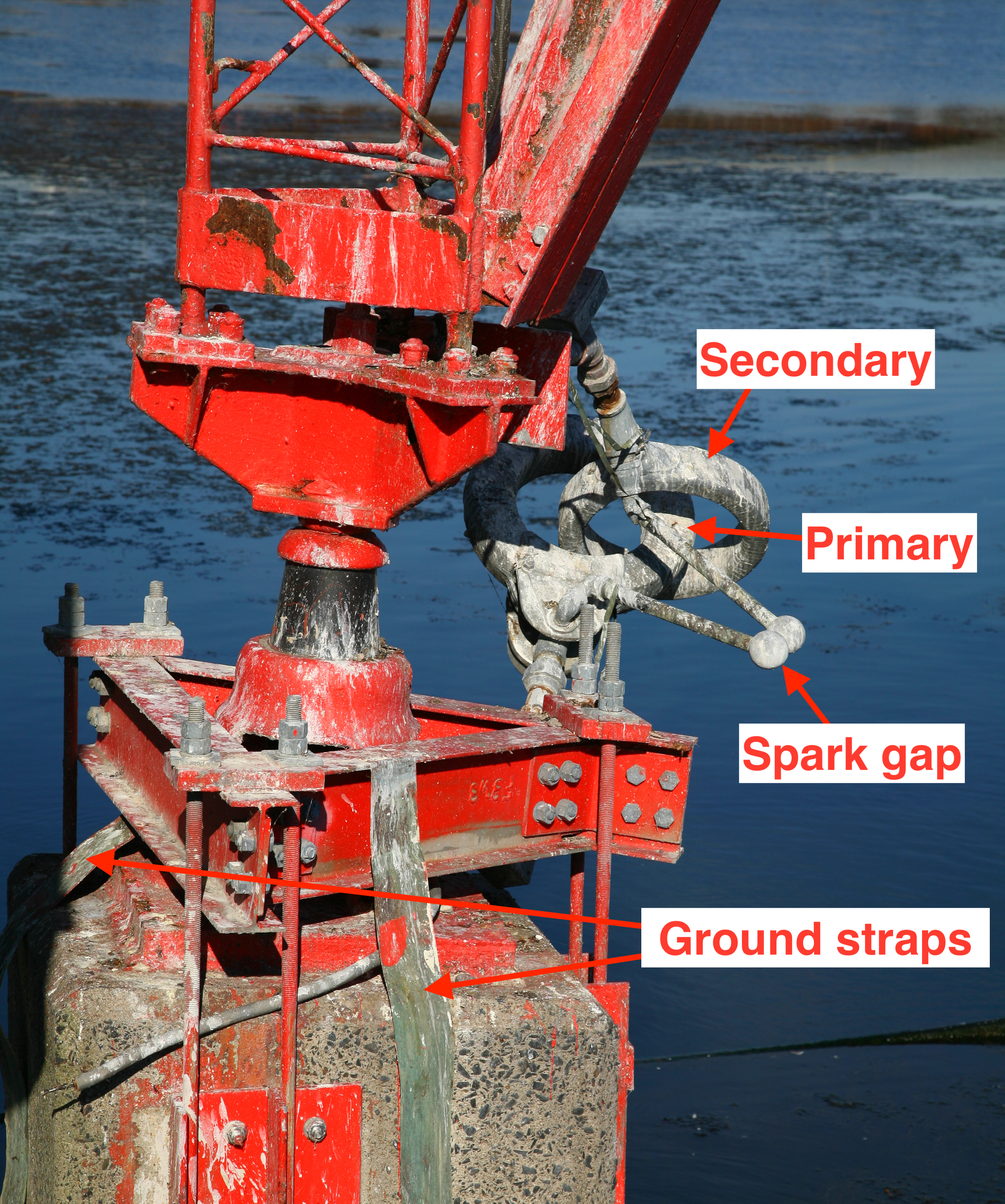
محول أوستن الدائري في قاعدة برج الإرسال WMCA وWNYC. الحلقتان المتشابكتان هما ملفي الابتدائي والثانوي. الأجسام الكروية الموجودة أسفل ويمين اللفات مباشرة عبارة عن Spark gap، للحماية من الصواعق.

محول أوستن هو نوع خاص من المحولات العازلة، ويستخدم لتغذية مصابيح الهوائي أو لتغذية الأجهزة الكهربية الموجودة في الأبراج المعزولة عن الأرض.
إذا كان فرق الجهد بين الأرض والهوائي كبير (أكبر من 300 كيلو فولت)، فإن تغذية مصابيح الهوائي بطريقة مباشرة أمر مستحيل.

## التكوين
يتكون المحول من حلقتين من الملفات، مع وجود فجوة هوائية كبيرة بين الملفات والقلب المغناطيسي.

هذة الفجوة تعمل على توفير عزل ضد الجهد العالي، وانخفاض السعة الكهربية. 

## التسمية
تمت التسمية على اسم المخترع آرثر أوستن. الذي تخرج من جامعة ستانفورد عام 1903 ميلاديا والحاصل على 225 براءة اختراع في حياتة المهنية. 

## وصلات خارجية
- صورة محول أوستن